# 김태훈 (쇼트트랙 선수)
김태훈(1988년 10월 9일 대구 출생)은 대한민국의 쇼트트랙 스피드 스케이팅 선수이다.
김태훈은 2011년 동계 유니버시아드 남자 1000미터 종목에서 금메달을 획득했다. 그는 1500m에서 은메달을 추가했다.